# Плавание на летних Олимпийских играх 1908 — 100 метров вольным стилем
Соревнования по плаванию на 100 метров вольным стилем среди мужчин на летних Олимпийских играх 1908 прошли 17 и 20 июля. Приняли участие 34 спортсмена из 12 стран.

## Призёры
| Золото              | Серебро               | Бронза              |
| Чарльз Дэниельс США | Золтан Халмаи Венгрия | Харальд Юлин Швеция |

## Рекорды
| Мировой рекорд     | Золтан Халмаи (HUN) | 1:05,80 | Вена, Австрия | 3 декабря 1905 |  |
| Олимпийский рекорд | Альфред Хайош (HUN) | 1:22,20 | Афины, Греция | 11 апреля 1896 |  |

## Соревнование

### Первый раунд
| Место | Спортсмен               | Результат  |
| ----- | ----------------------- | ---------- |
| 1     | Золтан Халмаи (HUN)     | 1:08,2 OR  |
| 2     | Теодор Тэртековер (ANZ) | Неизвестен |
| 3-6   | Давиде Баярдо (ITA)     | Неизвестен |
| 3-6   | Бауке Бененга (NED)     | Неизвестен |
| 3-6   | Харальд Клем (DEN)      | Неизвестен |
| 3-6   | Арман Мейбом (BEL)      | Неизвестен |

| Место | Спортсмен              | Результат  |
| ----- | ---------------------- | ---------- |
| 1     | Отто Шефф (AUT)        | 1:11,8     |
| 2     | Эддин Тайлдесли (GBR)  | 1:12,0     |
| 3-5   | Жерар Мейсте (FRA)     | Неизвестен |
| 3-5   | Йожеф Мунк (HUN)       | Неизвестен |
| 3-5   | Конрад Трабенбах (USA) | Неизвестен |

| Место | Спортсмен              | Результат  |
| ----- | ---------------------- | ---------- |
| 1     | Фрэнк Борепейр (ANZ)   | 1:11,6     |
| 2     | Ламме Бененга (NED)    | 1:13,2     |
| 3-5   | Роберт Андерссон (SWE) | Неизвестен |
| 3-5   | Хенрик Хайош (HUN)     | Неизвестен |
| 3-5   | Поуль Хольм (DEN)      | Неизвестен |

| Место | Спортсмен           | Результат  |
| ----- | ------------------- | ---------- |
| 1     | Харальд Юлин (SWE)  | 1:12,0     |
| 2     | Джон Дербишир (GBR) | 1:12,6     |
| 3-4   | Виктор Боэн (BEL)   | Неизвестен |
| 3-4   | Роберт Фостер (USA) | Неизвестен |

| Место | Спортсмен               | Результат  |
| ----- | ----------------------- | ---------- |
| 1     | Чарльз Дэниельс (USA)   | 1:05,8 OR  |
| 2     | Йожеф Оноди (HUN)       | 1:13,2     |
| 3     | Джордж Инносент (GBR)   | Неизвестен |
| 4-5   | Рене Андре (FRA)        | Неизвестен |
| 4-5   | Хьяльмар Саксторф (DEN) | Неизвестен |

| Место | Спортсмен            | Результат  |
| ----- | -------------------- | ---------- |
| 1     | Гарри Хебнер (USA)   | 1:11,0     |
| 2     | Пол Радмилович (GBR) | 1:12,0     |
| 3-4   | Эдвард Кук (ANZ)     | Неизвестен |
| 3-4   | Фернан Фейяртс (BEL) | Неизвестен |

| Место | Спортсмен              | Результат  |
| ----- | ---------------------- | ---------- |
| 1     | Уилфред Эдвардс (GBR)  | 1:05,8 =WR |
| 2     | Роберт Циммерман (CAN) | 1:35,0     |

| Место | Спортсмен            | Результат |
| ----- | -------------------- | --------- |
| 1     | Джордж Докрелл (GBR) | 1:13,2    |

| Место | Спортсмен         | Результат |
| ----- | ----------------- | --------- |
| 1     | Лесли Рич (USA)   | 1:14,6    |
| 2     | Андре Дюпре (BEL) | 1:18,0    |

### Полуфинал
| Место | Спортсмен             | Результат  |
| ----- | --------------------- | ---------- |
| 1     | Золтан Халмаи (HUN)   | 1:09,4     |
| 2     | Харальд Юлин (SWE)    | 1:10,2     |
| 3     | Гарри Хебнер (USA)    | 1:11,8     |
| 4     | Фрэнк Борепейр (ANZ)  | Неизвестен |
| 5-6   | Пол Радмилович (GBR)  | Неизвестен |
| 5-6   | Уилфред Эдвардс (GBR) | Неизвестен |

| Место | Спортсмен             | Результат  |
| ----- | --------------------- | ---------- |
| 1     | Чарльз Дэниельс (USA) | 1:10,2     |
| 2     | Лесли Рич (USA)       | 1:10,8     |
| 3     | Джордж Докрелл (GBR)  | 1:11,4     |
| 4     | Отто Шефф (AUT)       | Неизвестен |
| 5     | Эддин Тайлдесли (GBR) | Неизвестен |

### Финал
| Место | Спортсмен             | Результат  |
| ----- | --------------------- | ---------- |
| 1     | Чарльз Дэниельс (USA) | 1:05,6 WR  |
| 2     | Золтан Халмаи (HUN)   | 1:06,2     |
| 3     | Харальд Юлин (SWE)    | 1:08,0     |
| 4     | Лесли Рич (USA)       | Неизвестен |